# 甑島郡
甑島郡（日语：／ Koshikijima gun */?）是過去位于日本鹿兒島縣的一個郡，令制國時代為薩摩國的郡；已於1896年3月29日被併入薩摩郡。
合併前的轄區包括：
- 上甑村（已併入薩摩川內市）
- 下甑村（已併入薩摩川內市）
- 里村（已併入薩摩川內市）

## 歷史
- 1889年4月1日：實施町村制，下轄上甑村和下甑村。
- 1891年：里村從上甑村分村。
- 1896年3月29日：被併入薩摩郡。